# Macro
Macro je treći studijski album ukrajinskog heavy metal sastava Jinjer. Diskografska kuća Napalm Records objavila ga je 25. listopada 2019. godine.

## Popis pjesama
| 1.    | »On the Top«               | 5:28 |
| 2.    | »Pit of Consciousness«     | 4:13 |
| 3.    | »Judgement (& Punishment)« | 4:20 |
| 4.    | »Retrospection«            | 4:24 |
| 5.    | »Pausing Death«            | 4:45 |
| 6.    | »Noah«                     | 4:14 |
| 7.    | »Home Back«                | 4:20 |
| 8.    | »The Prophecy«             | 4:01 |
| 9.    | »lainnereP«                | 5:28 |
| 41:13 |                            |      |

## Zasluge
Jinjer
- Tetjana Šmajljuk – vokali
- Roman Ibramhalilov – gitara
- Jevgen Abdjuhanov – bas-gitara
- Vladislav Ulasevič – bubnjevi

Ostalo osoblje
- Max Morton – produkcija, miksanje, masteriranje; remiksanje (pjesme "Pausing Death")
- Reuben Bhattacharya – ilustracije, umjetnički direktor, dizajn